# Mark Cuban
Mark Cuban (sinh ngày 31 tháng 7 năm 1958) là một doanh nhân và nhà đầu tư người Mỹ. Ông là chủ sở hữu của Dallas Mavericks của NBA, đồng sở hữu của 2929 Entertainment và chủ tịch của AXS TV. Ông cũng là một trong những nhà đầu tư "cá mập" chính trong loạt phim truyền hình thực tế ABC, Shark Tank. Năm 2011, Cuban đã viết một cuốn sách điện tử, Làm thế nào để chiến thắng tại môn thể thao kinh doanh, trong đó ông ghi lại những kinh nghiệm của mình trong kinh doanh và thể thao.

## Đầu đời
Cuban được sinh ra ở Pittsburgh, Pennsylvania. Cha của anh, Norton Cuban, là một thợ bọc ô tô, trong khi Cuban đã mô tả mẹ của mình, Shirley, là một người có "công việc khác hoặc mục tiêu nghề nghiệp khác nhau mỗi tuần."  Ông lớn lên ở vùng ngoại ô của Núi Lebanon, trong một gia đình thuộc tầng lớp lao động Do Thái. Ông nội của anh đã đổi tên gia đình từ "Chabenisky" thành "Cuban" sau khi gia đình anh di cư từ Nga qua đảo Ellis. Ông bà ngoại của anh, người cũng là người Do Thái, đến từ Romania. Bước chân đầu tiên của Cuban vào thế giới kinh doanh xảy ra vào năm anh 12 tuổi, khi anh bán túi rác để trả tiền cho một đôi giày bóng rổ đắt tiền. Năm 16 tuổi, Cuban đã tận dụng cuộc đình công của Pittsburgh Post-Gazette bằng cách điều hành các tờ báo từ Cleveland đến Pittsburgh.
Thay vì học trung học vào năm cuối, anh đăng ký làm sinh viên chính thức tại Đại học Pittsburgh, nơi anh gia nhập hội huynh đệ quốc tế Pi Lambda Phi. Khi theo học tại Đại học Pittsburgh, ông đã đảm nhận nhiều công việc khác nhau, bao gồm một nhân viên pha chế, người hướng dẫn nhảy Disco và một người quảng bá cho bữa tiệc. Anh ấy là một người hâm mộ "yêu quý" của đội NFL của Pittsburgh, Pittsburgh Steelers. Sau một năm tại Đại học Pittsburgh, anh chuyển đến Đại học Indiana ở Bloomington, Indiana và tốt nghiệp Trường Kinh doanh Kelley năm 1981 với bằng Cử nhân Khoa học về Quản lý. Ông đã chọn Trường Kinh doanh Kelley của Indiana mà không cần đến thăm trường vì "nó có học phí rẻ nhất trong tất cả các trường kinh doanh trong danh sách top 10". Trong thời gian học đại học, ông đã có nhiều dự án kinh doanh khác nhau, bao gồm một quán bar, các bài học vũ trường và một lá thư dây chuyền.

## Sự nghiệp kinh doanh
Năm 1982, Cuban chuyển đến Dallas, Texas, nơi đầu tiên anh tìm được công việc là nhân viên pha chế, và sau đó là nhân viên bán hàng cho Your Business Software, một trong những nhà bán lẻ phần mềm PC sớm nhất ở Dallas. Anh ta bị sa thải chưa đầy một năm sau đó, sau khi gặp một khách hàng để kiếm việc kinh doanh mới thay vì mở cửa hàng.
Cuban bắt đầu công ty riêng của mình, MicroSolutions, với sự hỗ trợ từ các khách hàng trước đây từ Your Business Software. MicroSolutions ban đầu là một nhà tích hợp hệ thống và đại lý phần mềm. Công ty là nơi đầu tiên đề xuất các công nghệ như Carbon Copy, Lotus Notes và CompuServe. Một trong những khách hàng lớn nhất của công ty là Perot Systems.
Vào năm 1990, Cuban đã bán MicroSolutions cho CompuServe, sau đó là công ty con của H &amp; R Block với giá 6 triệu USD. Anh kiếm được khoảng 2 triệu đô la sau thuế với thỏa thuận đó.

### Audionet và Broadcast.com
Năm 1995, Chris Jaeb và đồng cựu sinh viên Đại học Indiana Todd Wagner bắt đầu AudioNet (mà Cuban bắt đầu để tài trợ năm 1998), kết hợp lợi ích chung trong đội bóng rổ đại học Indiana Hoosier và webcasting. Với một máy chủ duy nhất và một dòng ISDN, Audionet đã trở thành Broadcast.com vào năm 1998. Đến năm 1999, Broadcast.com đã tăng lên 330 nhân viên và 13,5 đô la triệu doanh thu cho quý thứ hai. Năm 1999, Broadcast.com đã giúp ra mắt buổi trình diễn thời trang Victoria's Secret được phát trực tiếp đầu tiên. Năm đó, trong thời kỳ bong bóng dot com, Broadcast.com đã được Yahoo! mua với giá 5,7 tỷ đô la bằng cổ phần Yahoo!.
Sau khi bán Broadcast.com, Cuban đã đa dạng hóa tài sản của mình để tránh tiếp xúc với sự sụp đổ của thị trường. Sách kỷ lục Guinness ghi nhận Cuban là "giao dịch thương mại điện tử cá nhân lớn nhất", sau khi ông trả 40 triệu đô la cho máy bay phản lực Gulfstream V của mình vào tháng 10 năm 1999.
Cuban tiếp tục hợp tác với Wagner trong một liên doanh khác, 2929 Entertainment, công ty cung cấp sản xuất và phân phối phim và video tích hợp theo chiều dọc.
Vào ngày 24 tháng 9 năm 2003, công ty đã mua Landmark theater, một chuỗi 58 rạp chiếu phim nghệ thuật. Công ty cũng chịu trách nhiệm cho phiên bản cập nhật của chương trình truyền hình Tìm kiếm ngôi sao, được phát trên CBS. 2929 Entertainment đã phát hành Bubble, một bộ phim của đạo diễn Steven Soderbergh, vào năm 2006.
Cuban đã được xuất hiện trên trang bìa của số ra mắt tháng 11 năm 2003 của tạp chí Best  thông báo về sự xuất hiện của Truyền hình độ nét cao. Cuban cũng là người đồng sáng lập (với Philip Garvin) của AXS TV (trước đây là HDNet), mạng truyền hình vệ tinh độ nét cao đầu tiên.
Vào tháng 2 năm 2004, Cuban tuyên bố rằng ông sẽ hợp tác với đài truyền hình ABC để sản xuất một bộ phim truyền hình thực tế, The Benefactor. Tiền đề của loạt sáu tập có sự tham gia của 16 thí sinh cố gắng giành $ 1 triệu đô bằng cách tham gia các cuộc thi khác nhau, với màn trình diễn của họ được đánh giá bởi Cuban. Nó được công chiếu vào ngày 13 tháng 9 năm 2004, nhưng do xếp hạng kém, bộ phim đã bị hủy trước khi toàn bộ mùa được phát sóng.
Trong năm 2018, Cuban đã xếp thứ 190 trên danh sách ' 'Người giàu nhất thế giới' của Forbes, với tài sản ròng $ 3.9 tỷ.
Cuban hỗ trợ tài chính cho Grokster trong vụ kiện của Tòa án tối cao MGM v. Grokster. Ông cũng là một đối tác của Synergy Sports Technology, một công cụ phân phối video và trinh sát bóng rổ dựa trên web, được sử dụng bởi nhiều đội bóng NBA.

### Đầu tư vào các công ty khởi nghiệp
Cuban cũng đã hỗ trợ liên doanh trong phần mềm xã hội và các ngành công nghiệp mạng phân tán. Ông là chủ sở hữu của IceRocket, một công cụ tìm kiếm chuyên tìm kiếm nội dung blog. Cuban là một đối tác trong công ty RedSwoosh  sử dụng công nghệ ngang hàng để cung cấp đa phương tiện, bao gồm cả video và phần mềm, cho PC của người dùng sau đó được Akamai mua lại. Ông cũng là một nhà đầu tư vào Weblogs, Inc., được AOL mua lại.
Vào năm 2005, Cuba đã đầu tư vào Brondell Inc., một công ty khởi nghiệp ở San Francisco sản xuất ghế vệ sinh công nghệ cao có tên là Swash hoạt động giống như một chậu vệ sinh nhưng gắn trong một nhà vệ sinh tiêu chuẩn. "Mọi người có xu hướng tiếp cận công nghệ theo cùng một cách, cho dù đó là trước mặt họ, hoặc đằng sau họ", Cuba nói đùa. Ông cũng đầu tư vào Goowy Media Inc., một công ty khởi nghiệp phần mềm internet ở San Diego. Vào tháng 4 năm 2006, Đài phát thanh vệ tinh Sirius tuyên bố rằng Cuban sẽ tổ chức chương trình trò chuyện trên đài phát thanh hàng tuần của riêng mình, Radio Maverick của Mark Cuban. Tuy nhiên, chương trình đã không thành hiện thực.
Vào tháng 7 năm 2006, Cuban đã tài trợ Sharesleuth.com, một trang web được tạo ra bởi cựu phóng viên điều tra St. Louis Post-Dispatch Christopher Carey để khám phá sự gian lận và thông tin sai lệch trong các công ty giao dịch công khai. Thử nghiệm một mô hình kinh doanh mới để làm cho báo chí trực tuyến có khả năng tài chính, Cuba tiết lộ rằng ông sẽ đảm nhận vị trí trong cổ phần của các công ty được đề cập trong Sharesleuth.com trước khi xuất bản. Các nhà phân tích kinh doanh và pháp lý đặt câu hỏi về sự phù hợp của việc rút ngắn cổ phiếu trước khi đưa ra tuyên bố công khai có khả năng dẫn đến tổn thất về giá trị của cổ phiếu đó. Cuban nhấn mạnh rằng thực tế là hợp pháp trong quan điểm công bố đầy đủ.
Vào tháng 4 năm 2007, Cuban đã hợp tác với Mascot Books để xuất bản cuốn sách thiếu nhi đầu tiên của mình, Let Go, Mavs!. Vào tháng 11 năm 2011, anh ấy đã viết một cuốn sách điện tử 30.000 từ, Cách chiến thắng tại môn thể thao kinh doanh: Nếu tôi có thể làm điều đó, bạn có thể làm điều đó, mà anh ấy mô tả là "một cách để có động lực".
Vào tháng 10 năm 2008, Cuban đã bắt đầu Bailoutsleuth.com  với tư cách là một cổng thông tin trực tuyến cơ sở để giám sát 700 tỷ đô la của chính phủ Hoa Kỳ "cứu trợ" của các tổ chức tài chính.
Vào tháng 9 năm 2010, Cuban đã cung cấp một lượng vốn đầu tư mạo hiểm chưa được tiết lộ cho công ty phân tích mặt tiền cửa hàng Motionloft. Theo Giám đốc điều hành của công ty, Jon Mills, ông đã gửi email cho Cuban một cách lạnh lùng với đề xuất kinh doanh và tuyên bố rằng Cuban đã nhanh chóng trả lời rằng ông muốn nghe thêm. Mills ghi câu đó để ra mắt công ty. Vào tháng 11 năm 2013, một số nhà đầu tư đã đặt câu hỏi cho Cuban về đại diện của Miller về việc mua lại Motionloft đang chờ xử lý. Cuban phủ nhận việc mua lại. Mills đã bị chấm dứt làm Giám đốc điều hành của Motionloft vào ngày 1 tháng 12 năm 2013 và vào tháng 2 năm 2014 đã bị FBI bắt giữ và bị buộc tội lừa đảo có tổ chức, người ta cho rằng Mills đã thông báo sai cho các nhà đầu tư rằng Motionloft sẽ bị Cisco mua lại. Cuban đã ghi nhận rằng công nghệ, mà ít nhất một phần là để phục vụ ngành bất động sản thương mại, là "thay đổi cuộc chơi" cho người thuê nhà.

### Shark Tank
Cuban đã là một nhà đầu tư "cá mập" trong chương trình thực tế ABC Shark Tank kể từ mùa thứ hai năm 2011.
Tính đến tháng 5 năm 2015, anh đã đầu tư vào 85 giao dịch trên 111 tập phim Shark Tank, với tổng số tiền đầu tư là 19,9 triệu đô la. Con số thực tế có sai khác bởi vì khoản đầu tư xảy ra sau khi thỏa thuận bắt tay trên truyền hình trực tiếp, sau khi thực hiện thẩm định để đảm bảo tính chính xác của thông tin được trình bày trong phòng chào hàng. Chẳng hạn, Hy-Conn, nhà sản xuất vòi chữa cháy có thể tháo lắp dễ dàng, sau khi đồng ý thỏa thuận trị giá 1,25 triệu đô la cho 100% công ty với Cuban, đã không thông qua thỏa thuận này.
Kể từ khi Cuban tham gia chương trình vào năm 2011, xếp hạng cho Shark Tank đã tăng lên và cũng trong nhiệm kỳ của anh ấy, chương trình đã giành được ba giải thưởng Primetime Emmy cho Chương trình thực tế có cấu trúc xuất sắc (từ 2014 - 2016). Tính đến năm 2018, Cuba là người giàu thứ hai trong số tất cả các Cá mập xuất hiện trong chương trình, ở mức 3,7 tỷ, sau Richard Branson, ở mức 5,1 tỷ.

### Magnolia Pictures
Cuban sở hữu nhà phân phối phim Magnolia Pictures. Thông qua Magnolia, ông đã tài trợ cho Redacted, một tác phẩm kịch giả tưởng dựa trên vụ giết Mahmudiyah năm 2006, được viết và đạo diễn bởi Brian De Palma. Vào tháng 9 năm 2007, Cuban, với tư cách là chủ sở hữu của Magnolia Pictures, đã xóa các bức ảnh gây xáo trộn khỏi những khoảnh khắc kết thúc của Redacted, trích dẫn các vấn đề về bản quyền / quyền cấp phép.
Cũng trong năm 2007, Cuban đã được báo cáo quan tâm đến việc phân phối thông qua Magnolia một phiên bản của bộ phim Loose Change, đưa ra một lý thuyết âm mưu 9/11, với lời kể của Charlie Sheen. Cuba nói với tờ New York Post: "Chúng tôi đang thảo luận về việc phân phối video hiện có với sự tham gia của Charlie với tư cách là người kể chuyện, không phải là tạo ra một tính năng mới.  Chúng tôi cũng đang tìm kiếm sản phẩm với quan điểm đối nghịch.  Chúng tôi thích các chủ đề gây tranh cãi, nhưng chúng tôi không biết tranh cãi đến từ phía nào. " 
Vào tháng 4 năm 2011, Cuba đã bán Magnolia Pictures và Landmark theater, nhưng nói: "Nếu chúng tôi không nhận được giá và phí bảo hiểm mà chúng tôi muốn, chúng tôi rất vui khi tiếp tục kiếm tiền từ tài sản." 

### Cáo buộc giao dịch nội gián của SEC
Vào ngày 17 tháng 11 năm 2008, có thông tin rằng Ủy ban Chứng khoán và Giao dịch Hoa Kỳ (SEC) đã đệ đơn kiện dân sự chống lại Cuban liên quan đến giao dịch nội gián bị cáo buộc trong cổ phiếu của Mamma.com, hiện được gọi là Copernic. Một sự pha loãng cổ phiếu xảy ra ngay sau một giao dịch vào tháng 6 năm 2004, đưa ra gợi ý về kiến thức bên trong tại thời điểm giao dịch, và Cuba bị cáo buộc đã được cứu khỏi khoản lỗ $ 750.000. SEC tuyên bố rằng Cuban đã ra lệnh bán cổ phần của mình tại Mamma.com sau khi ông được công ty tự tin tiếp cận để tham gia vào một giao dịch có khả năng làm loãng cổ phiếu của các cổ đông hiện tại. Cuban tranh luận về các cáo buộc, nói rằng ông đã không đồng ý giữ bí mật thông tin. Trên blog của mình, Cuba cho rằng sự thật là sai và rằng cuộc điều tra là "một sản phẩm của sự lạm dụng thô bạo của quyền công tố". DealBook, một phần của tờ New York Times, đã báo cáo thông qua một nguồn tin nặc danh rằng Cuban tin rằng cuộc điều tra được thúc đẩy bởi một nhân viên của SEC đã xúc phạm đến lợi ích của anh ta trong việc phân phối bộ phim Loose Change.
Vào tháng 7 năm 2009, Tòa án Quận Hoa Kỳ đã bác bỏ các cáo buộc chống lại Cuban và SEC đã kháng cáo. Vào tháng 9 năm 2010, một tòa án phúc thẩm nói rằng tòa án quận đã sai lầm và các thủ tục tố tụng tiếp theo sẽ là cần thiết để giải quyết công trạng của vụ kiện.
Một bồi thẩm đoàn liên bang ở Texas được cho là có lợi cho Cuban vào ngày 16 tháng 10 năm 2013. Bồi thẩm đoàn gồm chín thành viên đã đưa ra phán quyết sau khi cân nhắc 3 giờ 35 phút.
Vào tháng 3 năm 2014, Cuban đã lên sóng tại CNBC chỉ trích giao dịch tần số cao (HFT). Những người chống lại HFT, chẳng hạn như Cuban, tin rằng công nghệ này tương đương với giao dịch nội gián tự động.

## Kinh doanh thể thao

### Dallas Mavericks
Vào ngày 4 tháng 1 năm 2000, Cuba đã mua phần lớn cổ phần của Dallas Mavericks của NBA với giá 285 triệu đô la từ H. Ross Perot, Jr.
Trong 20 năm trước khi Cuba mua lại đội, Mavericks chỉ thắng 40% số trận của họ và kỷ lục play-off là 21-32. Trong 10 năm sau đó, đội đã thắng 69% số trận đấu trong mùa giải thông thường của họ và lọt vào vòng playoffs trong mỗi mùa giải đó ngoại trừ một trận. Kỷ lục play-off của Mavericks với Cuban là 49 trận thắng và 57 trận thua, bao gồm cả chuyến đi đầu tiên của họ tới Chung kết NBA năm 2006, nơi họ thua Miami Heat.
Vào ngày 12 tháng 6 năm 2011, Mavericks đã đánh bại Heat để giành chiến thắng trong Chung kết NBA. Trong lịch sử, chủ sở hữu đội bóng NBA công khai đóng vai trò thụ động hơn và xem các trận bóng rổ từ skyboxes; Cuban ngồi cạnh người hâm mộ trong khi tặng áo của đội. Cuban đi du lịch trên chiếc máy bay riêng của anh ấy, Gulfstream V tham dự các trò chơi trên đường.
Vào tháng 5 năm 2010, H. Ross Perot, Jr., người giữ quyền sở hữu 5%, đã đệ đơn kiện Cuban, cho rằng nhượng quyền này bị vỡ nợ hoặc có nguy cơ mất khả năng thanh toán. Vào tháng 6 năm 2010, Cuban đã trả lời trong một phiên tòa đệ trình duy trì Perot đang tìm kiếm tiền sai để bù đắp khoảng lỗ 100 triệu đô la trong sự phát triển bất động sản của Công viên Chiến thắng. Vụ kiện đã bị bác bỏ vào năm 2011, một phần do Cuban khẳng định quản lý đội bóng đúng đắn do chiến thắng gần đây của nó trong trận chung kết NBA 2011. Năm 2014, Tòa án Mạch 5 đã khẳng định quyết định kháng cáo. Sau thất bại ban đầu của mình, Perot đã cố gắng ngăn chặn người hâm mộ Mavericks sử dụng các bãi đỗ xe mà anh ta kiểm soát gần Trung tâm Hàng không Mỹ.
Vào tháng 1 năm 2018, Cuban tuyên bố Mavericks sẽ chấp nhận Bitcoin dưới dạng thanh toán cho vé trong mùa tiếp theo.

#### Tranh cãi chính sách
Quyền sở hữu của Cuban là nguồn gốc của sự chú ý và tranh cãi trên phương tiện truyền thông rộng lớn liên quan đến các chính sách giải đấu.

Cuban đã bị NBA phạt tiền, chủ yếu là vì những tuyên bố quan trọng về giải đấu và trọng tài, ít nhất là 1,665 triệu đô la cho 13 sự cố. Trong một cuộc phỏng vấn ngày 30 tháng 6 năm 2006, người chơi Mavericks Dirk Nowitzki đã nói về Cuban:
Anh ấy phải học cách kiểm soát bản thân cũng như các cầu thủ. Chúng ta không thể mất bình tĩnh mọi lúc trên sân hoặc ngoài sân, và tôi nghĩ anh ấy cũng phải học điều đó. Anh ta phải cải thiện trong lĩnh vực đó và không la mắng các quan chức trong toàn bộ trò chơi. Tôi không nghĩ rằng điều đó giúp chúng tôi ... Anh ấy ngồi ngay cạnh băng ghế của chúng tôi. Tôi nghĩ rằng nó là một chút nhiều. Nhưng tất cả chúng tôi đã nói với anh ấy điều này trước đây. Không có gì mới cả. Trò chơi bắt đầu và anh ấy đã hét vào mặt họ. Vì vậy, anh cần biết cách kiểm soát bản thân một chút.

 Trong một cuộc phỏng vấn với Associated Press, Cuban nói rằng ông phù hợp với các khoản phạt của NBA với các khoản đóng góp từ thiện với số tiền bằng nhau. Trong một sự kiện được công bố trên toàn quốc vào năm 2002, ông đã chỉ trích người quản lý của các quan chức của giải đấu, Ed T. Rush, nói rằng ông "sẽ không thể quản lý một Dairy Queen." Quản lý của Nữ hoàng sữa đã xúc phạm ý kiến của Cuban và mời ông quản lý một nhà hàng của Nữ hoàng sữa trong một ngày. Cuban đã chấp nhận lời mời của công ty và làm việc một ngày tại Nữ hoàng sữa ở Coppell, Texas, nơi người hâm mộ xếp hàng trên đường để nhận Blizzard từ chủ sở hữu của Mavericks.
Trong mùa giải NBA năm 2005, Cuban bắt đầu một chiến dịch la ó khi cựu cầu thủ Mavericks Michael Finley trở lại thi đấu với Mavericks với tư cách là thành viên của San Antonio Spurs. Trong loạt trận playoff giữa Mavericks và Spurs, Cuban đã nguyền rủa tiền đạo Spurs Bruce Bowen  và bị NBA phạt 25.000 đô la vì đã xông vào tòa án và chỉ trích các quan chức NBA. Sau trận chung kết NBA năm 2006, Cuban đã bị NBA phạt 250.000 đô la vì hành vi sai trái lặp đi lặp lại sau trận thua của Mavericks trước Miami Heat trong Game Five of the NBA Finals 2006.
Vào tháng 2 năm 2007, Cuban đã công khai chỉ trích Cầu thủ xuất sắc nhất trận đấu Dwyane Wade của trận Chung kết NBA và tuyên bố rằng anh ta sẽ bị phạt nếu đưa ra bất kỳ bình luận nào về những gì anh ta nghĩ thực sự đã xảy ra trong trận Chung kết NBA 2006.
Vào ngày 16 tháng 1 năm 2009, giải đấu đã phạt Cuban 25.000 đô la vì la hét cầu thủ Denver Nuggets, JR Smith vào cuối hiệp một trong trận đấu Mavericks-at-Nuggets chơi vào ngày 13 tháng 1. Cuban rõ ràng đã nổi giận rằng Smith đã thúc khuỷu tay mà gần như trượt về tiền đạo Antoine Wright của Mavericks. Cuban đề nghị kết hợp tiền phạt với một khoản quyên góp cho tổ chức từ thiện của Smith. Cuban tuyên bố rằng nếu anh ta không nghe được từ Smith, thì anh ta sẽ quyên góp tiền cho Quỹ Mục tiêu và Ước mơ của Hiệp hội Người chơi NHL dưới tên của Todd Bertuzzi và Steve Moore. Vào tháng 5 năm 2009, Cuban đã ám chỉ Denver Nuggets là "những tên côn đồ" sau trận thua trước Nuggets trong trò chơi 3 của Vòng bán kết Miền Tây. Tuyên bố đã hướng đến Nuggets và người hâm mộ của họ. Khi anh đi qua mẹ của Kenyon Martin, người ngồi gần Cuban khi anh rời khỏi đấu trường, anh chỉ vào cô và nói, "trong đó có con trai của bà." Bình luận gây tranh cãi này đã xem xét lại sự chú ý của truyền thông về Cuban một lần nữa. Cuban đã đưa ra một lời xin lỗi vào ngày hôm sau khi đề cập đến cách đối xử tệ bạc của những người hâm mộ ở các đấu trường trên khắp giải đấu. Liên đoàn đã đưa ra một tuyên bố rằng họ sẽ không phạt anh ta.
Vào ngày 22 tháng 5 năm 2010, Cuban đã bị phạt 100.000 đô la vì những bình luận mà ông đưa ra trong một cuộc phỏng vấn trên truyền hình về việc cố gắng ký hợp đồng với LeBron James.
Bất chấp lịch sử của mình, anh ta im lặng đáng chú ý trong suốt vòng play-off vô địch năm 2011 của Mavericks.
Bất chấp lịch sử của Cuban với David Stern, ông tin rằng Ủy viên NBA sẽ để lại di sản lâu dài "tập trung vào tăng trưởng và nhận ra rằng NBA là trong ngành kinh doanh giải trí và đó là sản phẩm toàn cầu, không chỉ là sản phẩm địa phương.  Bất cứ nền tảng nào đưa chúng tôi đến, anh ấy đã sẵn sàng để đi.  Anh không bảo vệ gì cả.  Anh ấy rất cởi mở.  Tôi nghĩ điều đó thật tuyệt. " 
Vào ngày 18 tháng 1 năm 2014, Cuban một lần nữa bị phạt 100.000 đô la vì đối đầu với các trọng tài và sử dụng ngôn ngữ không phù hợp với họ. Cũng như các khoản phạt trước đây, Cuban đã xác nhận rằng anh ta sẽ ghép khoản tiền phạt với quyên góp từ thiện, tuy nhiên, với điều kiện anh ta đạt được hai triệu người theo dõi trên tài khoản Twitter của mình. Cuban cũng nói đùa rằng anh không thể để Stern rời đi mà không có một lời từ biệt thích hợp.
Vào ngày 28 tháng 10 năm 2015, Cuban cho biết Los Angeles Clippers vẫn không phải là một "nhượng quyền thương mại đáng kính" liên quan đến thỏa thuận đã bị phá hỏng giữa DeAndre Jordan và Mavericks.
Vào ngày 21 tháng 2 năm 2018, Cuban đã bị NBA phạt 600.000 đô la vì tuyên bố rằng Dallas Mavericks nên "xe tăng cho phần còn lại của mùa giải". Ủy viên Adam Silver tuyên bố rằng tiền phạt là "cho các tuyên bố công khai gây bất lợi cho NBA." 

### Major League Baseball
Cuban đã nhiều lần bày tỏ sự quan tâm đến việc sở hữu một nhượng quyền thương mại Major League Baseball và đã không thành công trong nỗ lực mua ít nhất ba nhượng quyền. Năm 2008, ông đã gửi một giá thầu ban đầu là 1,3 tỷ đô la để mua Chicago Cubs và được mời tham gia vòng đấu thầu thứ hai cùng với một số nhóm sở hữu tiềm năng khác. Cuban đã không được chọn để tham gia vào quá trình đấu thầu cuối cùng vào tháng 1 năm 2009. Vào tháng 8 năm 2010, Cuban đã tích cực đấu thầu để mua Texas Rangers với Jeffrey L. Beck. Cuban đã ngừng trả giá sau 1 giờ sáng, đã đặt giá thầu tổng cộng gần 600 triệu đô la. Ông đã trả giá cao hơn một nhóm sở hữu cạnh tranh do cựu tuyển thủ và giám đốc điều hành của Rangers, Nolan Ryan, nhưng đã mất thỏa thuận trước khi Rangers chơi San Francisco Giants trong World Series 2010.
Vào tháng 1 năm 2012, Cuban đã đặt giá thầu ban đầu cho Los Angeles Dodgers, nhưng đã bị loại trước vòng đấu thầu thứ hai. Cuban cảm thấy rằng giá trị của thỏa thuận bản quyền truyền hình của Dodgers khiến giá nhượng quyền quá cao. Trước đây ông đã nói rằng ông sẽ không quan tâm đến việc mua nhượng quyền với giá 1 tỷ đô la, nói với tờ Los Angeles Times vào tháng 11 năm 2011 "Tôi không nghĩ rằng nhượng quyền Dodgers có giá trị gấp đôi giá trị của Rangers."  Tuy nhiên, do quá trình đấu thầu đã thu hút gần nhiều người suy đoán rằng việc bán sẽ vượt 1,5 tỷ đô la, với Jon Heyman của CBS Sports báo cáo qua Twitter rằng ít nhất một giá thầu trong phạm vi 1-1,5 tỷ đô la đã được đặt trong vòng đầu tiên của quy trình đấu thầu. Cuối cùng, Dodgers được bán với giá 2,15 tỷ đô la cho Công ty quản lý bóng chày Guggenheim.
Cuban trước đây cũng bày tỏ sự quan tâm đến việc trở thành chủ sở hữu thiểu số của Mets New York sau khi chủ sở hữu Fred Wilpon tuyên bố vào năm 2011 rằng ông đang lên kế hoạch bán tới 25% cổ phần trong đội.
Cuban đã muốn mua Pittsburgh Pirates quê hương của mình, nhưng đã bị chủ sở hữu Kevin McClatchy từ chối vào năm 2005.

### Những việc kinh doanh thể thao khác
Năm 2005, Cuban bày tỏ sự quan tâm đến việc mua Pittsburgh Penguins của NHL. Năm 2006, Cuban đã tham gia một nhóm đầu tư cùng với Dan Marino, Kevin Millevoi, Andy Murstein, và các hiệu trưởng của Walnut Capital, Gregg Perelman và Todd Reidbord để cố gắng mua lại Chim cánh cụt. Nhượng quyền cuối cùng đã từ chối giá thầu của nhóm khi chủ sở hữu nhóm Mario Lemieux và Ronald Burkle đưa đội ra khỏi thị trường.
Tại Survivor Series WWE năm 2003, Cuban đã tham gia vào một cuộc đấu tranh dàn dựng với Tổng giám đốc Raw Eric Bischoff và đô vật Raw Randy Orton. Vào ngày 7 tháng 12 năm 2009, Cuban đóng vai trò là người dẫn chương trình của Raw, trả thù Orton khi anh ta là trọng tài khách trong trận đấu của Orton với Kofi Kingston, mang lại cho Kingston chiến thắng nhanh chóng. Sau đó, ông tuyên bố rằng Orton sẽ đối mặt với Kingston tại TLC: Tables, Ladders &amp; Chairs. Vào cuối chương trình, Cuban đã bị đối thủ số một của giải vô địch WWE, Sheamus đâm sầm qua bàn.
Vào ngày 12 tháng 9 năm 2007, Cuban nói rằng ông đã đàm phán với Chủ tịch WWE Vince McMahon để tạo ra một công ty võ thuật hỗn hợp sẽ cạnh tranh với UFC. Anh hiện là một trái chủ của Zuffa, công ty mẹ của UFC.
Cuban đã thực hiện ý định của mình bằng cách tổ chức " HDNet Fights ", một chương trình quảng bá võ thuật hỗn hợp được phát sóng độc quyền trên HDNet và được công chiếu vào ngày 13 tháng 10 năm 2007 với một lá bài được đánh dấu bởi cuộc chiến giữa Erik Paulson và Jeff Ford cũng như các trận đấu có sự tham gia của các cựu binh Drew Fickett và Justin Eilers.
Từ năm 2009, Cuban đã tham gia hội thảo tại Hội nghị Phân tích Thể thao MIT Sloan hàng năm.
Vào tháng 4 năm 2010, Cuban đã cho United Football League (UFL) mới thành lập 5 triệu đô la. Anh ấy không sở hữu một nhượng quyền thương mại, và anh ấy đã không tham gia vào các hoạt động hàng ngày của giải đấu cũng như của bất kỳ đội nào trong đó. Vào tháng 1 năm 2011, ông đã đệ đơn kiện liên bang chống lại UFL vì họ không trả được khoản vay trước hạn chót ngày 6 tháng 10 năm 2010.
Vào tháng 2 năm 2016, Cuban đã mua cổ phần sở hữu chính trong Liên đoàn Futsal chuyên nghiệp.

## Hoạt động chính trị
Cuban là một người ngưỡng mộ tác giả và triết gia Ayn Rand. Về tiểu thuyết của Rand The Fountainhead, ông nói, "[Nó] là động lực vô cùng đối với tôi.  Nó khuyến khích tôi suy nghĩ như một cá nhân, chấp nhận rủi ro để đạt được mục tiêu và chịu trách nhiệm cho những thành công và thất bại của mình.  Tôi yêu nó. "  Quan điểm chính trị của ông đã nghiêng về chủ nghĩa tự do. Ông giữ một vị trí trong hội đồng cố vấn của tổ chức chính trị Unity08. Trong khi nghiêng về chủ nghĩa tự do, Cuban đã đăng một mục trên blog của mình tuyên bố trả thêm thuế để trở thành điều yêu nước nhất mà ai đó có thể làm.
Vào năm 2012, Cuban đã quyên góp 7.000 đô la cho các chiến dịch chính trị, với 6.000 đô la sẽ được trao cho Thượng nghị sĩ đảng Cộng hòa Orrin Hatch của Utah và 1.000 đô la cho nữ nghị sĩ đảng Dân chủ California Zoe Lofgren.
Vào ngày 8 tháng 2 năm 2008, Cuban đã lên tiếng ủng hộ dự thảo phong trào Bloomberg đang cố gắng thuyết phục Thị trưởng thành phố New York Michael Bloomberg tham gia cuộc bầu cử tổng thống Mỹ năm 2008 trên blog của mình. Cuban kết luận một bài đăng than thở về tình trạng chính trị hiện tại của Hoa Kỳ: "Bạn có nghe không, Thị trưởng Bloomberg?  Với chi phí thấp hơn chi phí mở một bộ phim cọc lều, bạn có thể thay đổi hiện trạng. "  Cuối cùng, ông đã bỏ phiếu cho Barack Obama trong cuộc bầu cử năm 2008.
Vào tháng 11 năm 2012, để đáp trả Donald Trump đề nghị tặng 5 triệu đô la cho tổ chức từ thiện của Tổng thống Obama nếu ông phát hành đơn xin hộ chiếu và bảng điểm đại học cho công chúng, Cuban đã đề nghị Trump 1 triệu đô la cho tổ chức từ thiện của Trump nếu ông Trump cạo đầu.
Vào ngày 19 tháng 12 năm 2012, Cuban đã quyên tặng 250.000 đô la cho Quỹ Electronics Frontier Foundation để hỗ trợ công việc của mình về cải cách bằng sáng chế. Một phần của sự đóng góp của ông đã tài trợ một danh hiệu mới cho luật sư nhân viên của EFF, Julie Samuels: Chủ tịch Mark Cuban để loại bỏ các bằng sáng chế ngu ngốc.
Tại hội nghị Code / Media vào tháng 2 năm 2015, Cuban đã nói về tính trung lập Internet rằng "việc [FCC] giám sát Internet sẽ khiến tôi sợ hãi".
Cuban chính thức ủng hộ bà Hillary Clinton làm Tổng thống tại một cuộc mít tinh ngày 30 tháng 7 năm 2016 tại Pittsburgh, Pennsylvania. Trong chiến dịch đó, Cuban đã nói về ứng cử viên đảng Cộng hòa Donald Trump, "Bạn có biết chúng ta gọi một người như thế ở Pittsburgh thế nào không?  Một cái răng cưa...  Có bất kỳ jagoff nào trên thế giới hơn Donald Trump không? " 
Vào ngày 22 tháng 11 năm 2016, Cuban đã gặp cố vấn chính của Tổng thống đắc cử Trump, Steve Bannon, theo các báo cáo.

### Quỹ Fallen Patriot
Cuban bắt đầu Quỹ Fallen Patriot để giúp các gia đình quân nhân Hoa Kỳ thiệt mạng hoặc bị thương trong Chiến tranh Iraq, cá nhân phù hợp với $ 1triệu đầu tiên đóng góp bằng tiền từ Quỹ Mark Cuban, được điều hành bởi anh trai Brian Cuban.

### Đầu cơ của một cuộc tranh cử tổng thống
Vào tháng 9 năm 2015, Cuba đã tuyên bố trong một cuộc phỏng vấn rằng tranh cử tổng thống là "một ý tưởng thú vị để tung ra" và rằng, nếu ông đang tham gia cuộc bầu cử tổng thống Mỹ năm 2016, ông "có thể đánh bại cả Trump và Clinton ". Điều này đã được nhiều cơ quan truyền thông giải thích là dấu hiệu cho thấy Cuban đang xem xét việc thanh cử, nhưng anh ta đã làm rõ ngay sau đó rằng anh ta không có ý định làm như vậy.
Vào tháng 10 năm 2015, Cuban đã đăng trên Twitter, "Có lẽ tôi sẽ ứng cử cho Chủ tịch Hạ viện."  Vào thời điểm đó, không có người đi trước rõ ràng để thay thế John Boehner; Chủ tịch Hạ viện không phải là thành viên của Quốc hội.
Cuba nói với Meet the Press vào tháng 5 năm 2016 rằng ông sẽ sẵn sàng trở thành người bạn đồng hành của bà Clinton trong cuộc bầu cử, mặc dù ông sẽ tìm cách thay đổi một số vị trí của bà để làm như vậy. Trong cùng cuộc phỏng vấn, Cuban tự mô tả "độc lập quyết liệt" cũng nói rằng ông sẽ cân nhắc tranh cử với tư cách là ứng cử viên của đảng Cộng hòa của ông Trump sau khi có cuộc gặp với Trump về việc hiểu các vấn đề, vị trí của ông Trump và đưa ra giải pháp. Cuban cũng mô tả Trump là "người bạn mà bạn chỉ cần lắc đầu.  Ông ta là người say xỉn và luôn luôn ngất xỉu, hoặc chỉ nói chuyện ngu ngốc mọi lúc, nhưng ông ta là bạn của bạn. "  Vào ngày 21 tháng 7 năm 2016, Cuban đã xuất hiện trên một phân đoạn trực tiếp trên The late Show với Stephen Colbert với tựa đề "Găng tay tắt: Phiên bản Mark Cuban", trong đó ông chế giễu Trump, bao gồm cả việc tham khảo nhiều vụ phá sản của các công ty Trump và chương trình Đại học Trump thất bại, và đặt câu hỏi về quy mô giá trị tài sản ròng thực tế của Trump.
Trong một cuộc phỏng vấn vào tháng 9 năm 2016 với Scott Simon của NPR, Cuban đã định vị một cách hiệu quả để hỗ trợ bà Clinton. Ông đặt ra rằng chiến lược tốt nhất để đánh bại Trump là tấn công sự bất an của ông, đặc biệt là trí tuệ của ông. Ông cũng nói thêm rằng Trump là người kém chất lượng nhất để trở thành tổng thống và không được thông báo về các chính sách.
Sau đó vào tháng 9 năm 2016, trong một cuộc phỏng vấn tranh luận sau tổng thống, Cuban đã chỉ trích đặc điểm của Trump rằng trả thuế tối thiểu 'là thông minh' và chỉ trích Trump không trả lại cho hệ thống đã cho phép ông tích lũy được sự giàu có như vậy.
Vào tháng 10 năm 2017, Cuban nói rằng ông "chắc chắn" sẽ tranh cử tổng thống nếu còn độc thân.
Cuối tháng đó, Cuban tuyên bố rằng nếu ông ra tranh cử tổng thống vào năm 2020, đó sẽ là một người thuộc đảng Cộng hòa, và tự mô tả mình là "một trung tâm xã hội... nhưng rất bảo thủ về tài chính". Nhưng người ta cũng suy đoán rằng ông có thể thách thức tổng thống Donald Trump vào năm 2020 với tư cách là người của đảng Dân chủ.

## Cuộc sống cá nhân
Cuban có hai anh em, Brian và Jeff Cuban. 
Vào tháng 9 năm 2002, Cuban kết hôn với Tiffany Stewart trong một buổi lễ riêng ở Barbados. Họ có hai con gái: một sinh năm 2003, một con gái nữa sinh năm 2006, và một con trai sinh năm 2010  Họ sống trong một biệt thự 24.000 foot vuông (2.200 m2) ở khu vực Preston Hollow thuộc Dallas, Texas.

### Từ thiện
Năm 2003, Cuban đã thành lập Quỹ Fallen Patriot để giúp các gia đình quân nhân Hoa Kỳ thiệt mạng hoặc bị thương trong Chiến tranh Iraq.
Vào tháng 6 năm 2015, Cuban đã quyên góp 5 triệu đô la cho Đại học Indiana tại Bloomington cho "Trung tâm truyền thông và công nghệ thể thao Mark Cuban", sẽ được xây dựng bên trong Assembly Hall, sân bóng rổ của trường.